# Arrondissement di Orléans
L'arrondissement di Orléans è una suddivisione amministrativa francese, situata nel dipartimento del Loiret e nella regione del Centro-Valle della Loira.

## Composizione
L'arrondissement di Orléans raggruppa 122 comuni in 24 cantoni:
- cantone di Artenay
- cantone di Beaugency
- cantone di Châteauneuf-sur-Loire
- cantone di Chécy
- cantone di Cléry-Saint-André
- cantone di La Ferté-Saint-Aubin
- cantone di Fleury-les-Aubrais
- cantone di Ingré
- cantone di Jargeau
- cantone di Meung-sur-Loire
- cantone di Neuville-aux-Bois
- cantone di Olivet
- cantone di Orléans-Bannier
- cantone di Orléans-Bourgogne
- cantone di Orléans-Carmes
- cantone di Orléans-La Source
- cantone di Orléans-Saint-Marc-Argonne
- cantone di Orléans-Saint-Marceau
- cantone di Ouzouer-sur-Loire
- cantone di Patay
- cantone di Saint-Jean-de-Braye
- cantone di Saint-Jean-de-la-Ruelle
- cantone di Saint-Jean-le-Blanc
- cantone di Sully-sur-Loire